# Liv Rademaker
Liv Rademaker (Amsterdam, 21 april 2006) is een voetbalspeelster uit Nederland. Ze speelt als verdediger voor Ajax in de Vrouwen Eredivisie.

## Clubcarrière
Rademaker begon met voetballen bij WV-HEDW in Amsterdam. Na het seizoen 2021/22 ging ze deel uitmaken van het Ajax talententeam. Daarnaast kwam ze uit voor Jong Ajax in de Vrouwen Eerste divisie. Met dit team werd ze in het seizoen 2022/23 kampioen van de eerste divisie, waardoor ze in het volgende seizoen met haar team mocht uitkomen in de KNVB Beker. Op 14 maart 2024 nam Rademaker het met Jong Ajax in een historische KNVB-bekerwedstrijd op tegen het eerste elftal van Ajax. Rademaker begon dit duel in de basis en werd in de 75ste minuut gewisseld.
In de voorbereiding op het seizoen 2024/25 maakte Rademaker deel uit van de hoofdmacht van de Amsterdammers. Op 31 augustus 2024 mocht ze in de wedstrijd om de Supercup tegen FC Twente haar officiële debuut voor Ajax maken door in 46ste minuut in te vallen voor Isa Kardinaal.

## Statistieken
| Seizoen | Club      | Competitie             | Competitie | Competitie | Beker | Beker | Overig | Overig | Totaal | Totaal |
| Seizoen | Club      | Competitie             | Wed.       | Dlp.       | Wed.  | Dlp.  | Wed.   | Dlp.   | Wed.   | Dlp.   |
| ------- | --------- | ---------------------- | ---------- | ---------- | ----- | ----- | ------ | ------ | ------ | ------ |
| 2023/24 | Jong Ajax | Vrouwen Eerste divisie | ?          | ?          | 2     | 0     | 0      | 0      | 2      | 0      |
| 2024/25 | Ajax      | Vrouwen Eredivisie     | 0          | 0          | 0     | 0     | 1      | 0      | 1      | 0      |
| Totaal  | Totaal    | Totaal                 | 0          | 0          | 2     | 0     | 1      | 0      | 3      | 0      |

Bijgewerkt t/m 1 september 2024.

## Interlandcarrière
Rademaker debuteerde op 13 april 2022 als jeugdinternational van Nederland -16 in een wedstrijd tegen de leeftijdsgenoten van Noorwegen op het Montaigutoernooi in Frankrijk. Datzelfde jaar maakte Rademaker ook haar debuut voor Nederland -17 door in de 77ste minuut in te vallen voor Renée van Asten in een wedstrijd tegen Portugal -17. Op 3 juli 2024 werd Rademaker door bondscoach Sherida van Bruggen opgenomen in haar selectie van Nederland -19 voor het EK -19 in Litouwen. Op dit eindtoernooi maakte Rademaker haar debuut voor Nederland -19 in een wedstrijd tegen Frankrijk door in de 79ste minuut in te vallen voor Anissa Chibani. Door een 2-0 overwinning plaatste Nederland -19 zich voor de finale van het eindtoernooi.  In deze finale bleek Spanje -19 na een verlenging te sterk.
1 Van Eijk ·
3 Van der Veen ·
4 Den Turk ·
6 Van de Velde ·
7 Van Egmond ·
8 Spitse  ·
9 Tolhoek ·
12 Van Hensbergen ·
13 Niënhuis ·
15 Kaagman ·
16 Noordman ·
17 Jansen ·
18 Keijzer ·
19 T. Hoekstra ·
20 Yohannes ·
21 Van Gool ·
22 Sabajo ·
23 Keukelaar ·
24 De Klonia ·
25 De Sanders ·
26 Kardinaal ·
27 Buikema ·
31 Van der Wal ·
Coach: De Reus
· Assistent-coach: Luiten